# Saint-Selve

Saint-Selve este o comună în departamentul Gironde din sud-vestul Franței. În 2009 avea o populație de 2.018 de locuitori.

## Evoluția populației
| An        | 1975 | 1982 | 1990  | 1999  | 2006  | 2009  |
| --------- | ---- | ---- | ----- | ----- | ----- | ----- |
| Populație | 789  | 969  | 1.324 | 1.632 | 1.910 | 2.018 |